# Shahrestān-e Bandar-e Māhshahr
Shahrestān-e Bandar-e Māhshahr (persiska: شهرستان بندر ماهشهر, بندر ماهشهر, شهرستان ماهشهر) är en delprovins (shahrestan) i Iran.   Den ligger i provinsen Khuzestan, i den centrala delen av landet, 600 km söder om huvudstaden Teheran. Administrativt centrum är staden Bandar-e Mahshahr.
Delprovinsen hade 296 271 invånare 2016.